# Superhumans Center
Superhumans Center (Центр Суперлюди) — всеукраїнський центр воєнної травми, що спеціалізується на протезуванні, реконструктивній хірургії, реабілітації та психологічній підтримці постраждалих від війни. Відділення центру розташовані у Винниках (Львівська область) і Дніпрі.

## Спеціалізація
У центрі працюють фахівці з ортопедичної травматології, реконструктивної та пластичної хірургії, хірургії обличчя та хірургії вуха, носа та горла, а також фахівці з реабілітації та протезування. Багато пацієнтів потребують протезування через травматичну ампутацію. Клініка зосереджена на персоналізованому підході до реконструкції тіла та обличчя, реконструкції та протезування кінцівок, вільному пересаджуванні тканин та складній пластичній хірургічній реконструкції м'язів, нервів та м'яких тканин, а також на психологічній підтримці пацієнтів. Центр має кілька відділень, включаючи хірургічне, травматологічне, фізичне, відділення посттравматичного стресового розладу та відділення педіатричної реконструкції.

## Історія і діяльність
14 квітня 2023 року першу чергу Центру було урочисто відкрито у Винниках Львівської області у присутності дружини Президента України Олени Зеленської та Міністра охорони здоров'я Віктора Ляшка. Офіційне відкриття всього комплексу відбулось 20 червня 2024 року.
Співзасновниками центру є Андрій Ставніцер та Філіп Грушко, початкове фінансування у розмірі 16,3 мільйона доларів США забезпечив Говард Грем Баффетт. Серед прихильників та благодійників – рок-співак Стінг та його партнерка Труді Стайлер, актор і режисер Лієв Шрайбер, принц Гаррі, засновник Virgin Group Річард Бренсон та американські благодійні організації.
31 травня 2025 року у Києві відбувся фестиваль «Superhumans Reunion’25», в якому взяли участь понад 600 ветеранів, їхніх близьких, урядовців, дипломатів, українських артистів та більш ніж 60 партнерів.
Другим осередком мережі Superhumans Center в Україні після львівського став регіональний центр «Superhumans Dnipro», який було відкрито 7 червня 2025 року у місті Дніпро. Центр розташований у приміщенні колишньої туберкульозної лікарні площею 2800 кв. м, яка не працювала понад два роки. Загальний бюджет реконструкції та оснащення становить 4,3 мільйона євро. За перші півтора місяці роботи у Superhumans Dnipro запротезували та виписали 13 ветеранів і виготовили 17 протезів. Планується, що центр у Дніпрі зможе приймати щонайменше 50 пацієнтів щомісяця. До кінця 2025 року планується запуск ще однієї філії в Одесі.
Станом на травень 2025 року у центрі виготовили більш ніж 1200 протезів, а також провели понад 1000 операцій з реконструкції обличчя та кінцівок.